# دزوراوانک
دزوراوانک (به ارمنی: Ձորավանք) یک شهر در ارمنستان است که در استان گغارکونیک واقع شده‌است.  در  کیلومتری شمال گاوار، مرکز استان گغارکونیک واقع شده است.

## خصوصیات
دزوراوانک ۲۲۳ نفر جمعیت دارد و ۱٬۱۶۴ متر بالاتر از سطح دریا واقع شده‌است.  در  کیلومتری شمال گاوار، مرکز استان گغارکونیک واقع شده است.